# Paulet de Marselha
Paulet de Marselha, in italiano Paulet o Paoletto di Marsiglia (fl. 1262-1268), è stato un trovatore provenzale, originario di Marsiglia.

## Biografia
Tre dei suoi otto componimenti poetici sono dedicati a Barral dels Baus, il visconte di Marsiglia. Tre sono canzoni d'amore composte a Marsiglia durante un periodo di pace. Mentre il suo mecenate Barral alla fine si schiera dalla parte di Carlo I d'Angiò (in qualità di conte di Provenza e lo segue nelle guerre in Italia, dove muore), Paulet si oppone al dominio angioino della Provenza e viene privato dei suoi possedimenti e costretto all'esilio, diventando in Catalogna, un faidit (esule spodestato).
In Catalogna ricompare alla corte di Pietro III d'Aragona, allora erede e infante di Giacomo I, a Barcellona nell'aprile–maggio del 1262. Dal 1262 al 1266 si trova alla corte di Alfonso X di Castiglia. Entro l'ottobre del 1267 torna da Pietro, infatti un Paulet joglar (Paulet lo joglar) appare nell'entourage dell'infante', senza alcun dubbio Paulet de Marselha.
Paulet era un fedele ghibellino, similmente ad altri poeti (Cerverí de Girona e Folquet de Lunel) associati alla dominazione angioina della Provenza e alla cultura di corte di Pietro d'Aragona (il quale intraprende la guerra dei vespri siciliani contro gli angioni) e Alfonso di Castiglia (che contende loro il governo dell'Italia). Il suo componimento poetico Ab marriment et ab mala sabensa (solitamente datato al 1268 o 1269, dopodiché non si sente più parlare di lui) viene scritto per incitare alla liberazione di Enrico di Castiglia, allora prigioniero di Carlo d'Angiò in Italia.
Paulet ha "agganci" con Giacomo, il fratello più giovane ed erede di Montpellier e di Maiorca. Già prima del 1262 scrisse una canzone d'amore nel cui ritornello egli accusa Carlo d'Angiò di averlo costretto a separarsi dalla sua amante e, già solo per questo, egli non gli avrebbe mai reso onore. Perciò dedica la sua poesia a Giacomo:
Forse a seguito di questa diplomazia Giacomo interviene per soccorrere Marsiglia, allorché la città si ribella nel 1262. La ribellione, capeggiata da Barral e Bonifaci VI de Castellana, venne alla fine soffocata, ma causa l'esilio di Paulet. Nonostante il fatto che alla fine Barral si riconcili con Carlo, Paulet ne piange tuttavia la morte (nel 1268) in un planh intitolato Razos no es que hom deja chantar ("Non vi è ragion per cui gli uomini debban cantare").
Già tra l'aprile del 1265 e il febbraio del 1266 Paulet compone L'autrier m'anav'ab cor pensiu, un'unica pastorela in cui lui e una pastora parlano dei meriti di Pietro III come salvatore della Provenza. Questa pastorela viene datata in base a un riferimento al rei Marfre (evidentemente Manfredi di Sicilia). Paulet inoltre esprime il desiderio di vedere un'alleanza con N'Audoart (Edoardo I d'Inghilterra) contro Carlo d'Angiò.
Paulet ci lascia anche una cobla per Senh'en Jorda, sie·us manda Livernos, una tenzone a quattro (detta torneyamen) tra lui, Guiraut Riquier, Jordan IV di L'Isle-Jourdain e Raimon Izarn.